# گلوله نقره
گلوله نقره (انگلیسی: Silver Bullet) فیلمی در ژانر ترسناک است که در سال ۱۹۸۵ منتشر شد.

## خلاصه فیلم
شهر کوچک تاکرز میل مکانی آرام و عادی است تا اینکه شبی قتل‌ها آغاز می‌شوند. مردم شهر تصور می‌کنند قاتلی دیوانه پشت قتل‌ها است و تلاش می‌کنند او را پیدا کنند اما...